# Фьодорова Аліна Янівна
Аліна Фьодорова (31 липня 1989) — українська семиборка, призерка чемпіонатів світу. Майстер спорту України міжнародного класу.

## Біографія
Закінчила Тернопільський економічний університет, Нині - Західноукраїнський національний університет.
Перший тренер – Микола Новоселов. Тренер – Тетяна Зенкова. 

## Спортивні результати
Чемпіонат світу-2014 - 3-є місце,
Чемпіонат світу- 2016 – 2-є місце,
Кубок Європи-2015 – 1-е місце. 
На літніх Олімпійських іграх 2016 року в Ріо-де-Жанейро в семиборстві посіла посіла 28-е місце з результатом 5038 балів.